# Emilio Carrere

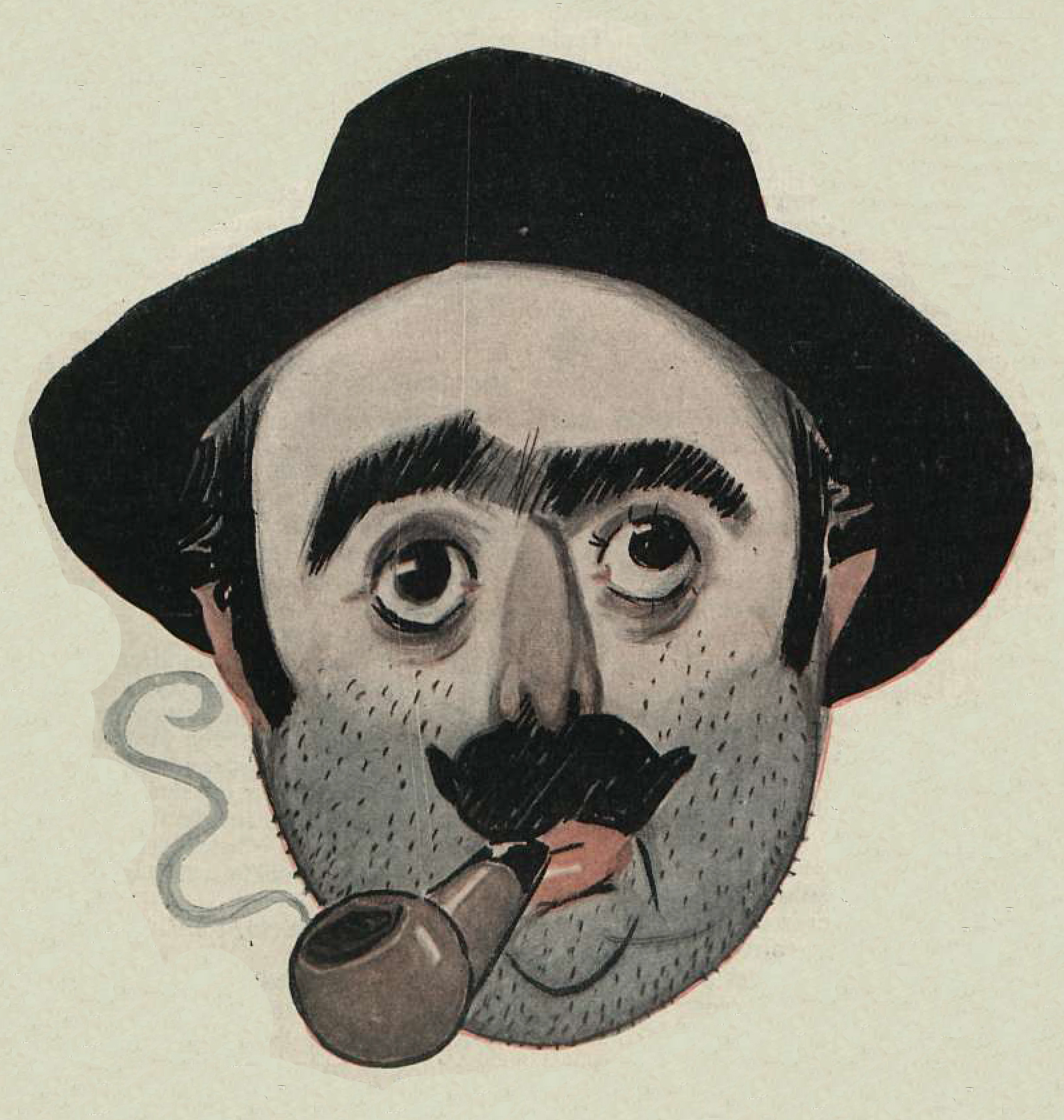
Emilio Carrere

Emilio Carrere Moreno (n. 18 decembrie 1881, Madrid - d. 30 aprilie 1947, Madrid) a fost un scriitor spaniol modernist. 

## Lucrări

### Poezie
- El caballero de la muerte (1909)
- Del amor, del dolor y del misterio (1915)
- Dietario sentimental (1916)
- Nocturnos de otoño (1920)
- Los ojos de los fantasmas (1920, a doua ediție, Buenos Aires, 1924)

### Proză
- La cofradía de la pirueta (1912)
- Rosas de meretricio (1917)
- La copa de Verlaine (1918)
- La calavera de Atahualpa (1934)
- La torre de los siete jorobados (1920